# آفونسوی یکم
آفونسو اول (۲۵ ژوئن ۱۱۰۹، گویمارائس یا ویزئو– ۶ دسامبر ۱۱۸۵، کویمبرا) که به عنوان آلفونسو هنریک، فاتح، مؤسس یا کبیر نیز شناخته می‌شود، نخستین شاه پرتغال بود. او با استقلال بخش جنوبی گالیسیا از پادشاهی لئون، پادشاهی جدید پرتغال را تشکیل داد و سپس به مدت ۴۵ سال با مورها جنگید و عاقبت ۱۱۸۵ میلادی درگذشت. او نخستین شاه تاریخ پرتغال است.